# 苗栗縣私立賢德工商職業學校
苗栗縣私立賢德工商職業學校 (簡稱為賢德工商) 是一所位於台灣苗栗縣通霄鎮的私立技術型高級中等學校。1971年成立，2022年9月被教育部列為專案輔導學校，2023年8月停招。

## 教學單位
- 工業類科
  - 汽車科
- 餐飲管理科
- 實用技能學程
  - 餐飲技術科[1]

## 外部連結
- 苗栗縣私立賢德工商職業學校官方網站 （页面存档备份，存于）